# Olaf Beyer
Olaf Beyer (República Democrática Alemana, 4 de agosto de 1957) es un atleta alemán retirado especializado en la prueba de 800 m, en la que consiguió ser campeón europeo en 1978.

## Carrera deportiva
En el Campeonato Europeo de Atletismo de 1978 ganó la medalla de oro en los 800 metros, con un tiempo de 1:43.84 segundos que fue récord de los campeonatos, llegando a meta por delante de los británicos Steve Ovett y Sebastian Coe (bronce).